# Annie Leonard

Annie Leonard (2017)

Annie Leonard (* 1964 in Seattle, Washington) ist eine US-amerikanische Kritikerin, die sich vornehmlich mit internationalen Wirtschaftsbeziehungen, Entwicklung, Gesundheitswesen und Nachhaltigkeit beschäftigt. Sie ist vor allem bekannt für ihre Internet-Dokumentation The Story of Stuff über den Lebenszyklus von Gütern und Dienstleistungen. Seit 2014 ist Leonard Executive Director von Greenpeace USA.

## Leben
Leonard besuchte das Barnard College, die Columbia University sowie die Cornell University. Ihre Studien schloss sie erfolgreich mit einer Arbeit über Regional- und Stadtentwicklung ab.
Leonard ist Koordinatorin der Global Alliance for Incinerator Alternatives und ist für das International Forum for Globalization and the Environmental Health Fund tätig. Zuvor war sie schon in der Gesundheitsorganisation Health Care Without Harm sowie bei Greenpeace International aktiv. Derzeit ist sie Koordinatorin einer Arbeitsgruppe für nachhaltige Produktion und nachhaltigen Konsum. 1992 hielt sie eine Rede über den internationalen Handel mit Abfällen vor dem Kongress der Vereinigten Staaten.
Leonard lebt mit ihrer Tochter in Kalifornien.